# Scinax sateremawe
Espèce
Scinax sateremawe est une espèce d'amphibiens de la famille des Hylidae.

## Répartition
Cette espèce est endémique de l'État d'Amazonas au Brésil. Elle se rencontre dans les municipalités de Maués et de Careiro da Várzea.

## Description
Les 10 spécimens adultes mâles observés lors de la description originale mesurent entre 35,2 mm et 38,1 mm de longueur standard et le spécimen adulte femelle observé lors de la description originale mesure 36,6 mm de longueur standard.

## Étymologie
Cette espèce est nommée en l'honneur de la tribu des Satéré-mawé.

## Publication originale
- Sturaro & Peloso, 2014 : A new species of Scinax Wagler, 1830 (Anura: Hylidae) from the Middle Amazon River Basin, Brazil. Papéis Avulsos de Zoologia, São Paulo, vol. 54, p. 9–23 (texte intégral).